# أنتوني جي. براون
أنتوني جي. براون (بالإنجليزية: Anthony G. Brown) هو محامي وسياسي أمريكي، ولد في 21 نوفمبر 1961 في الولايات المتحدة. حزبياً، نشط في الحزب الديمقراطي. في انتخابات مجلس النواب الأمريكي 2016، انتخب عضو مجلس النواب الأمريكي عن دائرة Maryland's 4th congressional district ‏ وقد انضم خلال فترته النيابية ‏ (3 يناير 2017 – 3 يناير 2019)  للكتلة البرلمانية الحزب الديمقراطي وانتخب عضو مجلس النواب لولاية ماريلند (1999 – 2007) وانتخب نائب حاكم ماريلاند ‏ (2007 – 21 يناير 2015).

## وصلات خارجية
- الموقع الرسمي